# ヴワディスワフ・シコルスキ

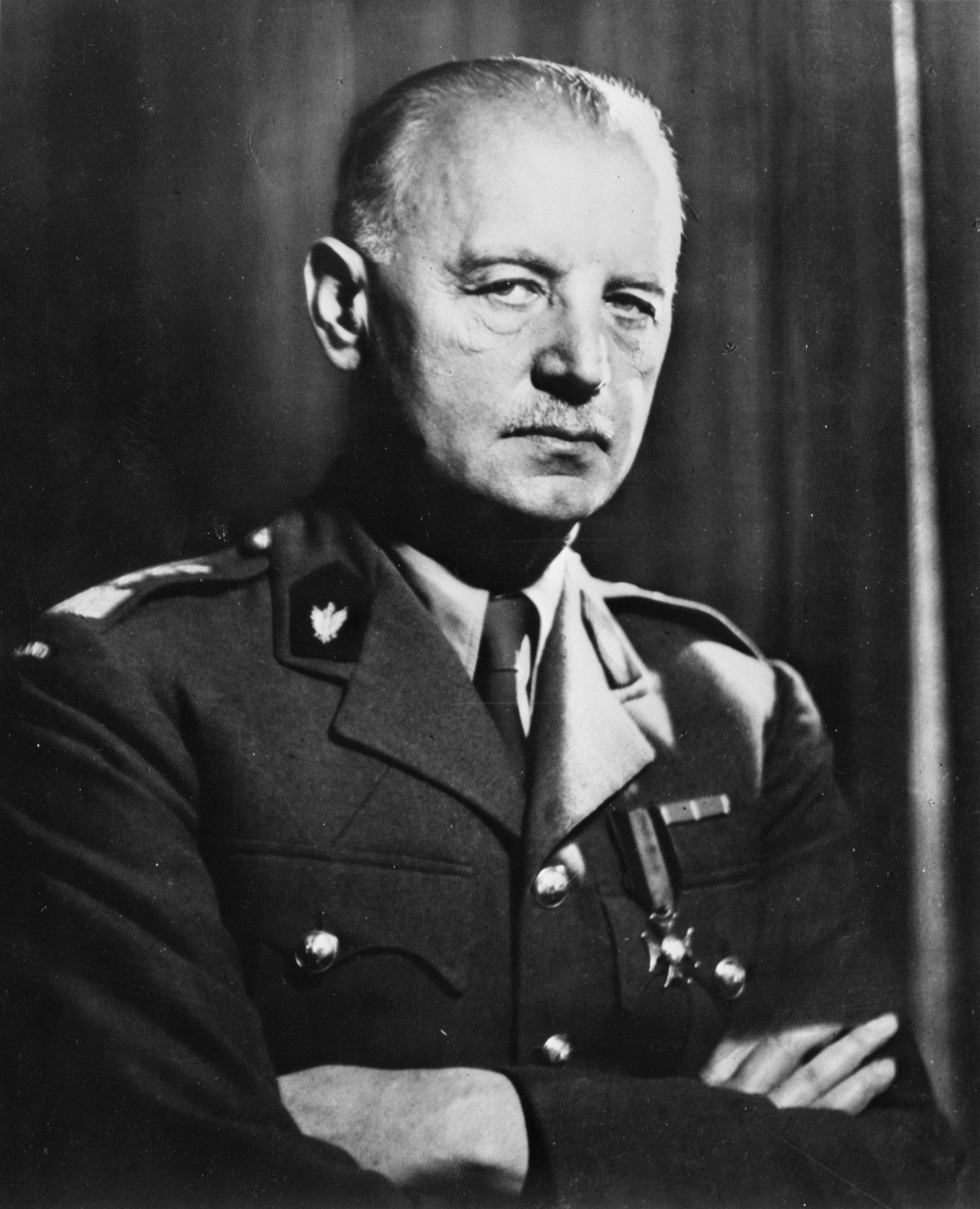
ヴワディスワフ・シコルスキ

ヴワディスワフ・エウゲニウシュ・シコルスキ（Władysław Eugeniusz Sikorski、1881年5月20日 - 1943年7月4日）は、ポーランドの政治家、軍人。ポーランド・ソビエト戦争時の「ヴィスワ川の奇跡」の立役者。戦前と第二次世界大戦中の亡命政権で首相を務める。
ソ連を撃退し世界中に名を馳せた名将でありながら、いっぽうで一貫した民主主義者かつ社会的な自由主義者で、あらゆる急進主義に反対した。ピウスツキとも対立し、他の穏健主義者と共にモルジュ戦線を立ち上げ、ポーランドの民主主義と穏健主義の伝統を守ろうと奔走した。また、第二次世界大戦中にロンドンで元ベルギー首相パウル・ファン・ゼーラントに協働を呼びかけ、欧州統合運動、すなわち後に欧州連合(EU)として結実した全ヨーロッパ政治運動の発端を作った人物である。
シコルスキの政治的ゴールは、ポーランド・チェコスロバキア連合から始るミェンズィモジェだった。
ミェンズィモジェの中・東欧連合に参加招待された国は、バルト三国（リトアニア、ラトビア、エストニア）、フィンランド、ベラルーシ、ウクライナ、ハンガリー、ルーマニア、ユーゴスラビア、チェコスロバキア。

## 来歴
オーストリア＝ハンガリー帝国ザンドミール（現在のシフィェンティクシシュ県サンドミェシュ市近郊のトゥシュフ・ナロドヴィ（現在のポトカルパチェ県）出身。1910年、オーストリア＝ハンガリー帝国領内でポーランド人武装連盟「銃兵隊」を創設。1914年からガリツィア民族委員会委員、1916年からのその軍事部長。オーストリア＝ハンガリー帝国の庇護下でのポーランド再建に賛成していた。
1918年、ポーランド軍に入隊。ポーランド・ソビエト戦争時、第5軍を指揮。1920年8月14日、第5軍はワルシャワの北にあるモドリンから出撃し、一日あたり30キロ以上の迅速な機動を行い、赤軍の攻撃を足止めし、赤軍を最終的に退却に追い込んだ。後に第3軍を指揮。
1921年、ポーランド軍参謀総長。1922年、首相兼軍事相、1924年、軍事相。1925年、軍管区司令官。ユゼフ・ピウスツキのクーデター後、1928年に罷免され、フランスに亡命。亡命先では穏健主義者の政治運動組織モルジュ戦線を設立した。
1939年～1943年、ポーランド亡命政府の初代首相となり、国防相兼ポーランド軍最高司令官としてフランス・ポーランド軍、ナチス・ドイツのフランス侵攻後はイギリスで西部ポーランド軍の指揮をとった。1941年7月30日、ソビエト連邦との国交回復及び軍事同盟条約に署名。ソ連との軍事協定に従ってヴワディスワフ・アンデルスの下でソ連領内に東部ポーランド軍がつくられる。
1943年4月26日にカティンの森事件をめぐってソ連との国交が解消され、同年7月4日にジブラルタルでの航空機事故で死亡した。